# Wiener Fußballcup
Der Cup des Wiener Fußballverbandes, kurz WFV-Cup genannt, ist einer von neun österreichischen Fußball-Pokalwettbewerben für Amateurmannschaften der Herren auf Verbandsebene, der vom Wiener Fußball-Verband ausgerichtet und im K.-o.-System ausgetragen.
Der Pokalwettbewerb trägt den Namen Wiener Fußballcup, offiziell: Sport-Riss Wiener Landescup, ist einer von neun österreichischen Fußball-Pokalwettbewerben auf Landesverbandsebene und wird vom Wiener Fußballverband ausgerichtet. Er ist ein Qualifikationsbewerb für den ÖFB-Cup. In der Saison 2023/24 konnte der SV Donau den Titel gewinnen.

## Geschichte
Vorgeschichte
Bereits in der Saison 1897/98 wurde vom Wiener Fußball-Verband zusammen mit dem Niederösterreichischen Fußballverband der Challenge-Cup organisiert, der ein Vorläufer des Wiener Cups und des ÖFV-Cups war und bis in die Saison 1910/11 ausgetragen wurde. Dazwischen wurde 1907 und 1915 ein Pokalbewerbe vom Wiener Verband organisiert, die die First Vienna FC 1894 und der Floridsdorfer AC gewannen. Von 1917 an bis zum Ausbruch des Zweiten Weltkrieges führte entweder der Niederösterreichische Verband oder der Wiener Verband einen Pokalbewerbe jährlich durch, die man heute zu den ÖFB-Cup-Bewerben zählt.
Wiener Cup ab 1988
| Saisonmodus                   | Pokal-Sieger                                      | Finalist                                          | Resultat                                          |
| Wiener-TOTO-Cup               | Wiener-TOTO-Cup                                   | Wiener-TOTO-Cup                                   | Wiener-TOTO-Cup                                   |
| ----------------------------- | ------------------------------------------------- | ------------------------------------------------- | ------------------------------------------------- |
| 1988/89                       | FKL Wimmer                                        | ASKÖ Breitensee-Graphia                           | 3:1                                               |
| 1989/90                       | SV Wienerberger                                   | FKL Wimmer                                        | 2:1                                               |
| 1990/91                       | FC Stadlau                                        | Austria XIII Wien                                 | 3:1                                               |
| 1991/92                       | SV Wienerfeld                                     | FS Elektra Wien                                   | 5:0                                               |
| 1992/93                       | SG Gerasdorf/Stammersdorf                         | SC Ostbahn XI                                     | 5:1                                               |
| 1993/94                       | 1. Simmeringer SC                                 | KDAG Phönix Wien                                  | 3:1 n. V.                                         |
| 1994/95                       | SC Wacker Wien                                    | Gersthofer SV                                     | 4:2                                               |
| 1995/96                       | Prater SV                                         | SKF Helfort 15                                    | 4:2                                               |
| 1996/97                       | SG Ajax/Grenzacker                                | FC Austria 11/Moritz                              | 5:2                                               |
| 1997/98                       | SG SK Rapid II/Red Star                           | FC Stadlau                                        | 3:0                                               |
| 1998/99                       | Polizei/Feuerwehr                                 | SK Rapid II                                       | 8:7 n. E.                                         |
| 1999/2000                     | Polizei/Feuerwehr                                 | Wiener Sport-Club                                 | 6:0                                               |
| 2000/01                       | Polizei/Feuerwehr                                 | SV Essling                                        | 4:3 n. E.                                         |
| 2001/02                       | Gersthofer SV                                     | 1. Simmeringer SC                                 | 3:1                                               |
| 2002/03                       | Polizei/Feuerwehr                                 | Austria XIII Wien                                 | 7:1                                               |
| 2003/04                       | SV Wienerberger                                   | Liesinger ASK                                     | 2:1                                               |
| 2004/05                       | SR Donaufeld                                      | SK Slovan HAC Wien                                | 3:0                                               |
| 2005/06                       | Post SV Wien                                      | Gersthofer SV                                     | 1:1; 3:2 n. E.                                    |
| 2006/07                       | First Vienna FC U23                               | SG Gerasdorf/Stammersdorf                         | 4:1                                               |
| 2007/08                       | SK Rapid II                                       | SR Donaufeld                                      | 4:1 (2:0)                                         |
| 2008/09                       | Post SV Wien                                      | FC Stadlau                                        | 3:0                                               |
| 2009/10                       | Post SV Wien                                      | FC Stadlau                                        | 1:0                                               |
| 2010/11                       | Hellas Kagran                                     | Post SV Wien                                      | 2:0                                               |
| 2011/12                       | Wiener Viktoria                                   | Wiener Sportklub II                               | 2:1                                               |
| 2012/13                       | SC Team Wiener Linien                             | Wiener Viktoria                                   | 2:1                                               |
| 2013/14                       | Admira Technopool                                 | SG Gerasdorf/Stammersdorf                         | 3:1                                               |
| 2014/15                       | SC Red Star Penzing                               | Austria XIII Wien                                 | 3:2                                               |
| 2015/16                       | FC Karabakh Wien                                  | Gersthofer SV                                     | 2:0                                               |
| 2016/17                       | ASK Elektra Wien                                  | Wiener Viktoria                                   | 2:1                                               |
| 2017/18                       | FV Austria XIII                                   | Wiener Viktoria                                   | 4:3                                               |
| 2018/19                       | ASK Elektra Wien                                  | First Vienna FC                                   | 2:1                                               |
| 2019/20                       | wegen COVID-19-Pandemie in Österreich abgebrochen | wegen COVID-19-Pandemie in Österreich abgebrochen | wegen COVID-19-Pandemie in Österreich abgebrochen |
| 2020/21                       | wegen COVID-19-Pandemie in Österreich abgebrochen | wegen COVID-19-Pandemie in Österreich abgebrochen | wegen COVID-19-Pandemie in Österreich abgebrochen |
| 2021/22                       | FC Stadlau                                        | FV Austria XIII                                   | 3:0                                               |
| 2022/23                       | FV Austria XIII                                   | SV Dinamo Helfort                                 | 2:0                                               |
| „Sport-Riss“ Wiener Landescup |                                                   |                                                   |                                                   |
| 2023/24                       | SV Donau                                          | SV Dinamo Helfort                                 | 1:0                                               |
| 2024/25                       | SV Dinamo Helfort                                 | SC Red Star Penzing                               | 2:0                                               |

Erst wieder ab der Saison 1988/89 führte der Wiener Verband einen Pokalbewerbe für Amateurmannschaften ein. Die Premiere des Pokals gewann der Wiener AF, der damals unter dem Namen FKL Wimmer antritt. In den 1990er Jahren trugen sich FC Stadlau, SV Wienerfeld, die Sportgemeinschaft aus Gerasdorf und Stammersdorf, 1. Simmeringer SC, SC Wacker Wien, Prater SV, die Spielgemeinschaft von Ajax Wien und Grenzacker, die zweite Mannschaft von Wien, die zusammen mit Red Star Wien eine Sportgemeinschaft bildete und PSV Team für Wien, die unter Polizei/Feuerwehr spielte und die auch in den 2000er Jahren mehrmals den Pokaltitel holen konnten. Weitere Gewinner seit 2000 waren Gersthofer SV, SV Wienerberger, SR Donaufeld, das U23-Team der Vienna, die zweite Mannschaft von SK Rapid, Hellas Kagran, Wiener Viktoria, SC Team Wiener Linien, Admira Technopool, SC Red Star Penzing, FC Karabakh Wien und ASK Elektra Wien.

## Bezeichnung (Sponsor)
Bei der Einführung 1988 konnte die Österreichische Lotterien GmbH als Sponsor gewonnen werden und so wird der Wiener Cup als Wiener-TOTO-Cup ausgetragen:
- Wiener Cup: seit 1988/89
- der Sponsor ist im Namenszugs in Verbindung mit 'Wiener Cup':
  - Wiener-TOTO-Cup: 1988/89 – 2022/23 (Namensgeber: Toto (Sportwette))
  - „Sport-Riss“ Wiener Landescup: seit 2023/24 (Namensgeber: Sport Riss)

## Spielmodus, Teilnehmer und Auslosung
Der WFV-Cup wird im K.-o.-System ausgetragen. Alle Runden werden in einem Spiel entschieden, bis zum Achtelfinale hat der jener Verein Heimrecht, der in der untersten Liga spielt. Sollten beide Vereine in einer Liga spielen, hat der erstgenannte Verein bei der Auslosung Heimrecht Ab dem Achtelfinale wird das Heimrecht gelost. Beim Finale gilt der Sieger des erstgezogenen Halbfinalspieles als Heimmannschaft, der Sieger des zweitgezogenen Halbfinalspiels als Auswärtsmannschaft. Das Cupkomitee behält sich das Recht vor zu werbewirksamen Zwecken ausgesuchte Spiele auf vorbestimmten Plätzen ausspielen zu lassen, wobei dieses Recht vorwiegend nur im Finalspiel angewendet wird. Steht es nach 90 Minuten Unentschieden wird eine Verlängerung von 2 mal 15 Minuten gespielt. Sollte noch immer kein Sieger feststehen, so wird dieser im Elfmeterschießen ermittelt.
Die Platzwahl wird durch das Los bestimmt, wobei niederklassige Vereine grundsätzlich Heimrecht besitzen.
- 0. Runde: Vorrunden (Vereine aus der 1. Klasse und 2. Klasse)
- 1. Runde: 1. Hauptrunde (DSG-Vereine steigen ein)
- 2. Runde: 2. Hauptrunde (Vereine aus der Oberliga steigen ein)
- 3. Runde: 3. Hauptrunde (Vereine aus der Wiener Stadtliga und 2. Landesliga steigen ein)
- 4. Runde: 4. Hauptrunde (Vereine aus der Regionalliga Ost steigen ein)
- 5. Runde: Achtelfinale: 16 Teilnehmer
- 6. Runde: Viertelfinale: 8 Teilnehmer
- 7. Runde: Halbfinale: 4 Teilnehmer
- 8. Runde: Finale: 2 Teilnehmer

In der aktuellen 2016/17 nehmen am TOTO-Cup insgesamt 112 Vereine teil. Das sind 16 Vereine aus der Wiener Stadtliga, 16 Klubs der Landesliga, je 14 Klubs der Oberligen A und B, 28 Vereine der 1. Klassen, weitere 28 aus den 2. Klassen und 16 Vereine die sich in der Vorrunde für den Hauptbewerb qualifizieren müssen. Zur Vorrunde sind vier Vereine des Reichsbundes, zwei der WVB und zehn Vereine aus der 3. Klasse zugelassen. Die acht Sieger der Vorrunde bestreiten gemeinsam mit den Vereinen der 1. und 2. Klassen die ersten beiden Hauptrunden. Die Klubs aus der Wiener Stadtligen und den beiden Oberligen steigen erst in der 3. Runde in den Bewerb ein.

## Die Titelträger
4 Pokalsiege
Polizei/Feuerwehr (1999, 2000, 2001, 2003)
3 Pokalsiege
Post SV Wien (2006, 2009, 2010)
2 Pokalsiege
FV Austria XIII (2018, 2023)
FC Stadlau (1991, 2022)
ASK Elektra Wien (2017, 2019)
SK Rapid II (1998, 2008)
SV Wienerberger (1990, 2004)
1 Pokalsieg
| SV Dinamo Helfort (2025) SV Donau (2024) FC Karabakh Wien (2016) SC Red Star Penzing (2015) Admira Technopool (2014) SC Team Wiener Linien (2013) | Wiener Viktoria (2012) Hellas Kagran (2011) First Vienna FC U-23 (2007) SR Donaufeld (2005) Gersthofer SV (2002) SG Ajax/Grenzacker (1997) | Prater SV (1996) SC Wacker Wien (1995) 1. Simmeringer SC (1994) SV Gerasdorf (1993) SV Wienerfeld (1992) Wiener AF (1989) |

Wie obiger Tabelle zu entnehmen ist, hat Polizei/Feuerwehr bereits vier Mal den Cup gewonnen. Aufschließen konnte fast der Post SV Wien durch seine drei Siege und die Niederlage im Finale 2011. Zwei Cupsiege konnten bisher der SV Wienerberger, die SK Rapid Amateure, der FC Stadlau sowie der ASK Elektra erreichen, bei allen restlichen Mannschaften handelt es sich bislang um Einzelsiege.